# Månsarudssjön
Månsarudssjön är en sjö i Töreboda kommun i Västergötland och ingår i Motala ströms huvudavrinningsområde. Sjön har en area på 1,53 kvadratkilometer och ligger 115 meter över havet. Sjön avvattnas av vattendraget Kvarnängsån.

## Delavrinningsområde
Månsarudssjön ingår i det delavrinningsområde (651204-140916) som SMHI kallar för Utloppet av Månsarudssjön. Medelhöjden är 119 meter över havet och ytan är 7,53 kvadratkilometer. Det finns ett delavrinningsområde uppströms, och räknas det in blir den ackumulerade arean 15,82 kvadratkilometer. Kvarnängsån som avvattnar avrinningsområdet har biflödesordning 3, vilket innebär att vattnet flödar genom totalt 3 vattendrag innan det når havet efter 180 kilometer. Delavrinningsområdet består mestadels av skog (43 %) och sankmarker (29 %). Avrinningsområdet har 1,53 kvadratkilometer vattenytor vilket ger det en sjöprocent på 20,3 %.